# هاميلتون مورو
هاميلتون مورو هو سياسي كندي، ولد في 17 يونيو 1846، وتوفي في 6 أغسطس 1922 في Mulgrave, Nova Scotia ‏ في كندا. نشط حزبياً في جمعية المحافظين التقدمية لنوفا سكوشا. وقد انتخب عضو مجلس نواب نوفا سكوشا.